# 2001年3月中国大陆

## 3月5日
- 3月5日至15日，第九届全国人大四次会议举行。会议通过《中华人民共和国国民经济和社会发展第十个五年规划纲要》[1]。

## 3月11日
- 中央人口资源环境工作座谈会举行。中共中央总书记江泽民在会上讲话，指出人口资源环境工作是强国富民安天下的大事[2]。

## 3月28日
- 中国国家统计局发布第五次全国人口普查主要数据公报，中国总人口为12.9533亿人[3][4]。